# تشارلز بيكيت
تشارلز بيكيت هو سياسي أمريكي، ولد في 25 يوليو 1958 في بروس في الولايات المتحدة. نشط حزبياً في الحزب الجمهوري. وقد انتخب عضو مجلس نواب مسيسيبي ‏.